# Ross County Football Club 2019-2020
Questa voce raccoglie le informazioni riguardanti il Ross County Football Club nelle competizioni ufficiali della stagione 2019-2020.

## Stagione
- Il campionato fu interrotto l'8 marzo 2020 a causa della Pandemia di COVID-19 e mai più ripreso; il Ross County si salvò ottenendo il decimo posto finale (29 punti, in media 0,96 a partita) dietro al St. Mirren e davanti all'Hamilton Academical.
- In Scottish Cup venne eliminato al quarto turno dall'Ayr Utd (1-0).
- In Scottish League Cup venne eliminato al secondo turno dal Partick Thistle (3-2 ai tempi supplementari).

## Maglie
| Manica sinistra · Manica sinistra · Maglietta · Maglietta · Manica destra · Manica destra · Pantaloncini · Calzettoni | Manica sinistra · Manica sinistra · Maglietta · Maglietta · Manica destra · Manica destra · Pantaloncini · Pantaloncini · Calzettoni · Calzettoni |

## Rosa
| N. |                             | Ruolo | Calciatore               |
| -- | --------------------------- | ----- | ------------------------ |
| 1  | Scozia (bandiera)           | P     | Ross Laidlaw             |
| 2  | Scozia (bandiera)           | D     | Marcus Fraser (capitano) |
| 3  | Scozia (bandiera)           | C     | Sean Kelly               |
| 4  | Inghilterra (bandiera)      | D     | Liam Fontaine            |
| 5  | Irlanda del Nord (bandiera) | D     | Callum Morris            |
| 6  | Inghilterra (bandiera)      | C     | Ross Draper              |
| 7  | Scozia (bandiera)           | C     | Michael Gardyne          |
| 8  | Scozia (bandiera)           | C     | Jamie Lindsay            |
| 8  | Scozia (bandiera)           | A     | Lee Erwin                |
| 9  | Irlanda del Nord (bandiera) | A     | Billy McKay              |
| 11 | Scozia (bandiera)           | C     | Iain Vigurs              |
| 12 | Inghilterra (bandiera)      | D     | Tom Grivosti             |
| 14 | Scozia (bandiera)           | C     | Josh Mullin              |
| 15 | Scozia (bandiera)           | D     | Keith Watson             |
| 16 | Scozia (bandiera)           | C     | Lewis Spence             |

| N. |                        | Ruolo | Calciatore       |
| -- | ---------------------- | ----- | ---------------- |
| 17 | Scozia (bandiera)      | C     | Ewan Henderson   |
| 18 | Scozia (bandiera)      | D     | Richard Foster   |
| 19 | Scozia (bandiera)      | A     | Brian Graham     |
| 19 | Scozia (bandiera)      | A     | Oli Shaw         |
| 20 | Scozia (bandiera)      | C     | Blair Spittal    |
| 21 | Inghilterra (bandiera) | P     | Nathan Baxter    |
| 22 | Irlanda (bandiera)     | C     | Simon Power      |
| 22 | Inghilterra (bandiera) | C     | Jordan Tillson   |
| 23 | Scozia (bandiera)      | C     | Joe Chalmers     |
| 24 | Canada (bandiera)      | C     | Harry Paton      |
| 25 | Scozia (bandiera)      | D     | Coll Donaldson   |
| 26 | Scozia (bandiera)      | C     | Don Cowie        |
| 27 | Scozia (bandiera)      | A     | Ross Stewart     |
| 31 | Scozia (bandiera)      | C     | Daniel Armstrong |

## Risultati

### Scottish Premiership
| Arbitro: | Alan Newlands |

|                                                   |           |  |
| Joe Chalmers 30’ Billy McKay 36’ Ross Stewart 57’ | Marcatori |  |

| Edimburgo 10 agosto 2019, ore 16:00 2ª giornata | Hearts    | 0 – 0 referto | Ross County | Tynecastle Park (15.652 spett.)\| Arbitro: \| Alan Muir \| |
| Arbitro:                                        | Alan Muir |               |             |                                                            |

| Arbitro: | John Beaton |

|                  |           |                                                                    |
| Ross Stewart 44’ | Marcatori | 3’ Jon Guthrie 14’ Steven Lawless 26’ Lyndon Dykes 52’ Jack Stobbs |

| Arbitro: | Nick Walsh |

|                                                        |           |  |
| Greg Leigh 34’ Sam Cosgrove 37’ (rig.) Ryan Hedges 50’ | Marcatori |  |

| Arbitro: | Colin Steven |

|                                       |           |                 |
| Ross Stewart 62’ Marcus Fraser 90'+2’ | Marcatori | 72’ Tony Andreu |

| Arbitro: | Alan Muir |

|                    |           |                                   |
| Allan Campbell 61’ | Marcatori | 75’ Brian Graham 88’ Ross Stewart |

| Kilmarnock 28 settembre 2019, ore 16:00 7ª giornata | Kilmarnock    | 0 – 0 referto | Ross County | Rugby Park (4.906 spett.)\| Arbitro: \| Alan Newlands \| |
| Arbitro:                                            | Alan Newlands |               |             |                                                          |

| Arbitro: | Euan Anderson |

|                                    |           |                                  |
| Joe Chalmers 10’ Blair Spittal 68’ | Marcatori | 34’ Stevie May 51’ Matty Kennedy |

| Arbitro: | Don Robertson |

| |           |  |
| Mohamed Elyounoussi 4’ Odsonne Edouard 46’ Callum McGregor 49’ Odsonne Edouard 50’ James Forrest 55’ Mohamed Elyounoussi 72’ | Marcatori |  |

| Arbitro: | Steven McLean |

|                                  |           |                                   |
| Daryl Horgan 50’ Scott Allan 56’ | Marcatori | 74’ Brian Graham 90’ Joe Chalmers |

| Arbitro: | Bobby Madden |

|  |           |                                                                     |
|  | Marcatori | 20’ Alfredo Morelos 29’ Ryan Jack 37’ Ryan Jack 71’ Alfredo Morelos |

| Arbitro: | Colin Steven |

|                                   |           |                                 |
| Lewis Smith 52’ George Oakley 64’ | Marcatori | 1’ Billy McKay 88’ Brian Graham |

| Arbitro: | Alan Newlands |

|                       |           |                                                     |
| Josh Mullin 5’ (rig.) | Marcatori | 10’ Niall McGinn 52’ Ryan Hedges 70’ Andy Considine |

| Arbitro: | Euan Anderson |

|                                   |           |                  |
| Sean McLoughlin 43’ Sam Foley 88’ | Marcatori | 24’ Brian Graham |

| Arbitro: | Nick Walsh |

|                  |           |                                                                             |
| Ross Stewart 24’ | Marcatori | 11’ (rig.) Ryan Christie 38’ Ryan Christie 67’ Tom Rogic 73’ Mikey Johnston |

| Arbitro: | David Munro |

|                                   |           |                      |
| Ross Stewart 65’ Ross Stewart 75’ | Marcatori | 34’ Christian Doidge |

| Arbitro: | Don Robertson |

|                                     |           |  |
| Jermain Defoe 41’ Scott Arfield 47’ | Marcatori |  |

| Arbitro: | Alan Muir |

|                  |           |  |
| Lee Erwin 90'+2’ | Marcatori |  |

| Arbitro: | Colin Steven |

|                                                                    |           |  |
| Ricki Lamie 31’ Lyndon Dykes 41’ Lyndon Dykes 50’ Lyndon Dykes 73’ | Marcatori |  |

| Arbitro: | Greg Aitken |

|                   |           |                                          |
| Blair Spittal 24’ | Marcatori | 81’ Ross MacIver 90'+2’ Declan Gallagher |

| Arbitro: | Bobby Madden |

|                   |           |                 |
| Callum Hendry 84’ | Marcatori | 72’ Iain Vigurs |

| Dingwall 22 gennaio 2020, ore 20:45 22ª giornata | Ross County  | 0 – 0 referto | Hearts | Global Energy Stadium (4.301 spett.)\| Arbitro: \| Gavin Duncan \| |
| Arbitro:                                         | Gavin Duncan |               |        |                                                                    |

| Arbitro: | Kevin Clancy |

|                                                                    |           |  |
| Callum McGregor 37’ (rig.) Odsonne Edouard 65’ Odsonne Edouard 68’ | Marcatori |  |

| Arbitro: | Willie Collum |

|                                                              |           |                 |
| Eamonn Brophy 54’ Eamonn Brophy 57’ (rig.) Nicke Kabamba 82’ | Marcatori | 25’ Iain Vigurs |

| Arbitro: | Nick Walsh |

|                                |           |  |
| Billy McKay 2’ Billy McKay 59’ | Marcatori |  |

| Arbitro: | Steven McLean |

|                                                       |           |  |
| Marc McNulty 7’ Christian Doidge 41’ Adam Jackson 84’ | Marcatori |  |

| Arbitro: | Colin Steven |

|                    |           |                |
| Billy McKay 90'+4’ | Marcatori | 33’ Stevie May |

| Arbitro: | Gavin Duncan |

|                 |           |                                 |
| Curtis Main 28’ | Marcatori | 43’ Billy McKay 88’ Billy McKay |

| Arbitro: | Alan Muir |

|                                                                        |           |                  |
| Mark O'Hara 17’ Allan Campbell 25’ Allan Campbell 75’ Tony Watt 90'+3’ | Marcatori | 3’ Liam Fontaine |

| Arbitro: | Andrew Dallas |

|  |           |               |
|  | Marcatori | 77’ Ryan Kent |

### Scottish Cup
| Arbitro: | Andrew Dallas |

|                 |           |  |
| Steven Bell 37’ | Marcatori |  |

### Scottish League Cup
| Arbitro: | Chris Fordyce |

|                                                                  |           |                 |
| Josh Mullin 7’ Ross Stewart 13’ Ross Stewart 46’ Billy McKay 85’ | Marcatori | 51’ Matty Allan |

| Arbitro: | Alan Newlands |

|  |           |                                                                     |
|  | Marcatori | 33’ Ross Stewart 44’ Ross Stewart 49’ Billy McKay 75’ Blair Spittal |

| Arbitro: | Bobby Madden |

|                        |           |                                    |
| Scott Tanser 8’ (rig.) | Marcatori | 30’ Billy McKay 45'+1’ Billy McKay |

| Arbitro: | Willie Collum |

|                                   |           |  |
| Brian Graham 15’ Brian Graham 76’ | Marcatori |  |

| Arbitro: | Steven McLean |

|                                                         |           |                                    |
| Kenny Miller 80’ James Penrice 96’ Steven Saunders 114’ | Marcatori | 60’ Blair Spittal 105’ Harry Paton |